# Kirbergturm

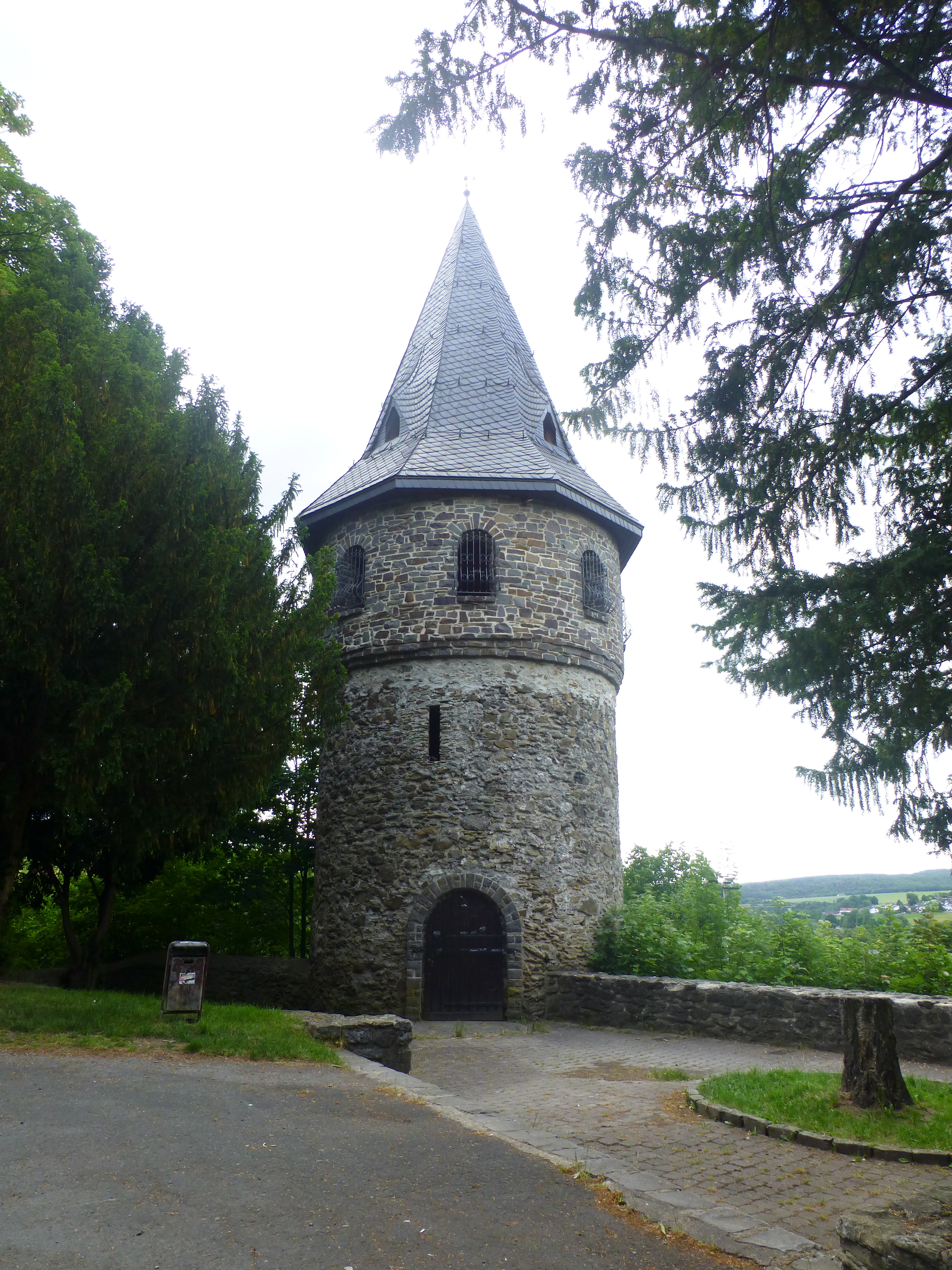
Kirbergturm

Der Kirbergturm, auch als Römerturm bekannt, ist ein steinerner Wachturm unter Denkmalschutz. Er befindet sich im Marktflecken Weilmünster in Mittelhessen. Der knapp 20 Meter hohe Turm befindet sich im Ortskern der Gemeinde auf dem Kirberg (ehemals bekannt als Römerberg). Er zählt zu den Hauptattraktionen Weilmünsters und erlaubt einen Blick auf die Ortschaft von oben.

## Beschreibung
Der kreisrunde Turm ist knapp 20 Meter hoch und hat einen äußeren Durchmesser von 6,4 Metern. Die Mauer ist 2,2 Meter dick und der Innenraum hat einen Durchmesser von knapp zwei Metern. Das Steingebäude verfügt über eine Holztür und ein spitzes Dach.

## Geschichte
Das bis ins 20. Jahrhundert als Römerturm bekannte Gebäude hat nichts mit den Römern zu tun. Der Name kommt daher, dass die Anhöhe, auf der der Kirbergturm später errichtet wurde, in der Antike von römischen Soldaten genutzt wurde, um die Gegend zwischen Lahn und Hochtaunus zu kontrollieren. Als das Dorf Weilmünster 1601 von Kaiser Rudolf II. das Privileg erhielt, zwei Jahrmärkte pro Jahr abzuhalten, wurde mit dem Ausbau der knapp 100 Jahre vorher errichten Verteidigungsanlage begonnen. Der Turm wurde zwischen 1601 und 1608 errichtet und ist mit einer Maueranlage verbunden, welche Teile des Ortes umschließen. Der Kirberg wurde von zwei weiteren Türmen einige hundert Meter entfernt flankiert. Das Untertor (die „Weilpforte“) der Anlage ist noch erhalten. Die Befestigung konnte allerdings nicht verhindern, dass Weilmünster im Dreißigjährigen Krieg (1618–1648) zerstört wurde.
Der Turm und die zugehörige Mauer verfielen später, Teile der Stadtmauer wurden abgerissen. In den Jahren 1986/87 wurde der Turm renoviert und dient heute als Sehenswürdigkeit.